# Edina Gangl
Edina Gangl (ur. 25 czerwca 1990 w Mosonmagyaróvárze) – węgierska piłkarka wodna grająca na pozycji bramkarza, reprezentantka Węgier, trzykrotna olimpijka (2012 - 2020). Brązowa medalistka igrzysk olimpijskich w Tokio w 2021 i mistrzostw Europy.

## Udział w zawodach międzynarodowych
Od 2011 reprezentuje Węgry na zawodach międzynarodowych. Z reprezentacją uzyskała następujące wyniki:
| Rok  | Impreza                                | Miejsce        | Pozycja    |      |                                    |          |            |
| ---- | -------------------------------------- | -------------- | ---------- | ---- | ---------------------------------- | -------- | ---------- |
| Rok  | Impreza                                | Miejsce        | Pozycja    | 2011 | Mistrzostwa Świata w Pływaniu 2011 | Szanghaj | 9. miejsce |
| 2012 | Letnie Igrzyska Olimpijskie 2012       | Londyn         | 4. miejsce |      |                                    |          |            |
| 2015 | Mistrzostwa Świata w Pływaniu 2015     | Kazań          | 9. miejsce |      |                                    |          |            |
| 2016 | Letnie Igrzyska Olimpijskie 2016       | Rio de Janeiro | 4. miejsce |      |                                    |          |            |
| 2017 | Mistrzostwa Świata w Pływaniu 2017     | Budapeszt      | 5. miejsce |      |                                    |          |            |
| 2018 | Mistrzostwa Europy w Piłce Wodnej 2018 | Barcelona      | 4. miejsce |      |                                    |          |            |
| 2019 | Mistrzostwa Świata w Pływaniu 2019     | Gwangju        | 4. miejsce |      |                                    |          |            |
| 2020 | Mistrzostwa Europy w Piłce Wodnej 2020 | Budapeszt      | 3. miejsce |      |                                    |          |            |
| 2021 | Letnie Igrzyska Olimpijskie 2020       | Tokio          | 3. miejsce |      |                                    |          |            |